# Pesach Schindler
Pesach Schindler (hebräisch פסח שינדלר; geboren 11. April 1931 in München; gestorben 2. August 2017 in Jerusalem) war ein israelischer Pädagoge des Konservativen Judentums.

## Leben
Pesach Schindler war ein Sohn des Einzelhändlers Alexander Schindler und der Esther Zwickler, er hatte einen jüngeren Bruder. Der Rabbiner Alexander Monroe Schindler war ein Cousin. Schindler besuchte ab 1937 die jüdische Volksschule in München. Der Familie gelang nach der Reichspogromnacht 1938 die Flucht aus dem nationalsozialistischen Deutschland. 1940 gelangte sie in die USA, wo Schindler sich  Peter nannte und in New York eine Jeschiwa besuchte. Mitte der 1950er Jahre machte er einen B.A. in klassischer Instrumentalmusik am Brooklyn College und 1964 einen Abschluss als Master of Science an der Yeshiva University. Er wurde 1972 mit einer Dissertation über den Holocaust an der New York University promoviert.  
Schindler wurde 1956 als Rabbiner ordiniert und arbeitete ab 1959 als Pädagogischer Leiter an der Adath Israel Congregation in Toronto und ab 1965 an der United Synagogue of America in New York.
Im Jahr 1972 zog er mit seiner Familie nach Jerusalem, wo er pädagogischer Direktor des Fuchsberg Jerusalem Center for Conservative Judaism wurde. Ab 1975 war er außerdem Assistant Professor an der Hebrew University. Im Jahr 1980 wurde er Mitglied des International Board von Yad Vashem. 
Schindler war in seiner Freizeit Langstreckenläufer. Er gehörte als Violinist im Jahr 1988 zu den Gründern des Hebrew University Orchestra.
Schindler war ab 1954 mit der Lehrerin Shulamith Feldman verheiratet; sie hatten fünf Kinder.

## Schriften (Auswahl)
- Responses of the Hassidic leaders and Hassidim during the Holocaust in Europe, 1939–1945, and a correlation between such responses and selected concepts in Hassidic thought. New York, N.Y., New York Univ., Diss., 1972
- Hasidic responses to the Holocaust in the light of Hasidic thought. 1990
- Restoration of Zion as a response during the Holocaust.
- Source readings : introduction to Talmud.
- Theological encounters with God and man during the Shoah.
- Eine jüdische Kindheit in Nazi-Deutschland. In: Andreas Heusler, Andrea Sinn (Hrsg.): Die Erfahrung des Exils : Vertreibung, Emigration und Neuanfang. Ein Münchner Lesebuch. Berlin: De Gruyter Oldenbourg, 2015, S. 100–113 (englische Übersetzung 2022)